# Silviu Lung (labdarúgó, 1989)
Silviu Lung Junior (Craiova, 1989. június 4. –) román válogatott labdarúgókapus, a Politehnica Iași játékosa.

## A válogatottban
2010. június 5-én, egy Honduras elleni barátságos mérkőzésen mutatkozott be a román válogatottban, a 83. percben csereként állt be Bogdan Lobonț helyére. A mérkőzés 3–0-ás román győzelemmel ért véget.
A román válogatott tagjaként részt vett a 2016-os Európa-bajnokságon.

## Magánélete
Apja, Silviu Lung, és testvére Tiberiu szintén labdarúgók voltak.

## Sikerei, díjai
Astra Giurgiu
- Román bajnok (1): 2015–16
- Román kupa (1): 2013–14
- Román szuperkupa (1): 2014